# Laghi Tailly
I laghi Tailly sono due laghi di montagna situati in Val d’Otro ad una quota di circa 2400 metri, nel comune di Alagna Valsesia.

## Descrizione
I laghi Tailly sono: 

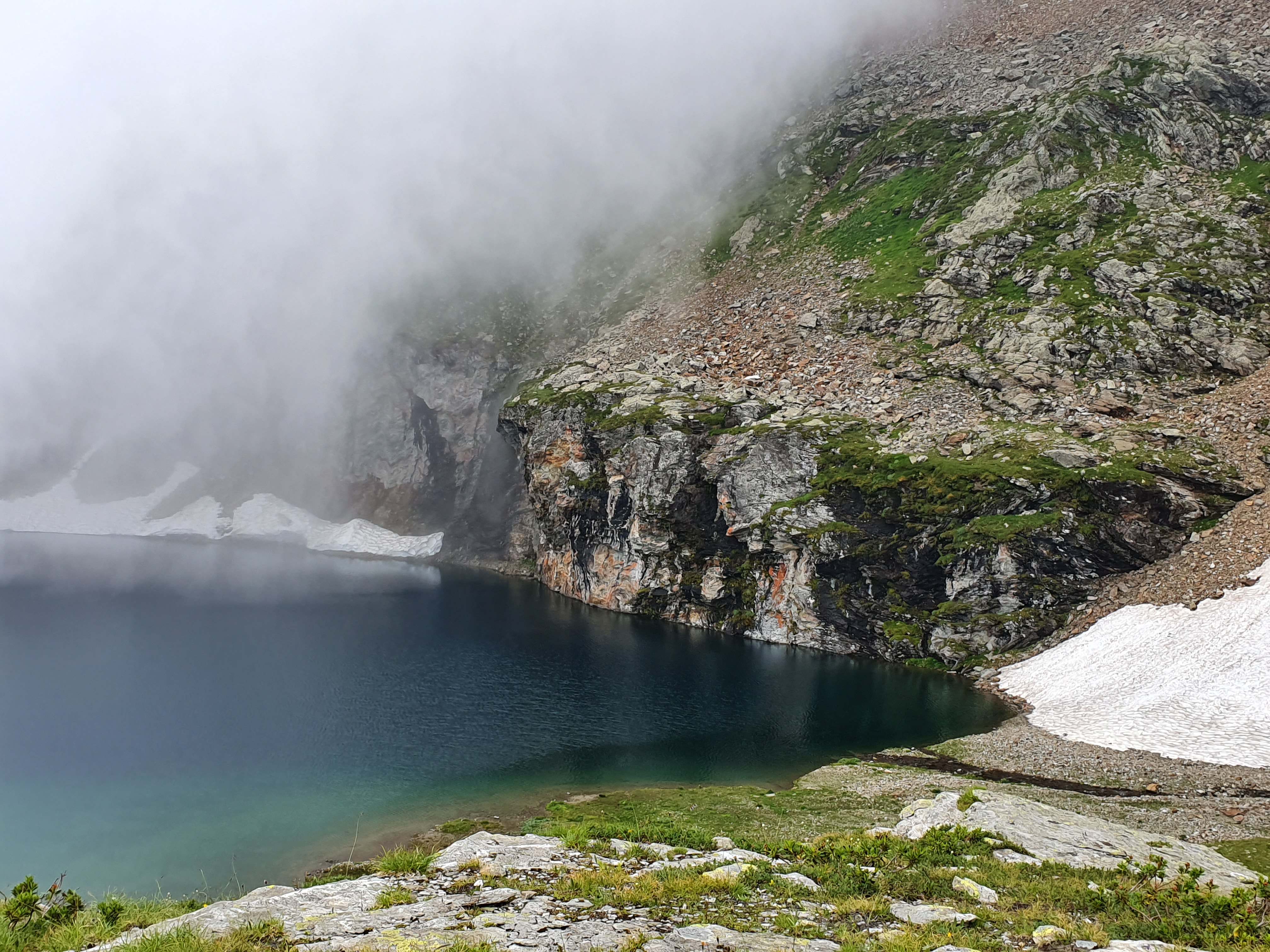
Laghi Tailly circondati dalle nuvole

- Lago Tailly Inferiore, situato a circa 2382m;

- Lago Tailly Superiore, situato a circa 2428m, più piccolo e meno profondo di quello inferiore.

I due laghi sono spesso gelati, anche d’estate, e sono circondati da una vegetazione molto varia di ranuncoli, genzianelle, anemoni, barbe di frate e muschi. Nelle giornate di sole vi si riflettono le cime circostanti. In giornate nuvolose, vista l’alta quota, questi laghi vengono circondati dalle nuvole.

## Le passeggiate
I laghi Tailly possono essere raggiunte da queste passeggiate:
- dalla Val d'Otro (1200 m), passando per l’Alpe Gender (1625 m) e l’Alpe Tailly (2065 m)[2];
- dal Bivacco Ravelli (2503 m), aggirando la Punta dell’Uomo storto ad una quota di 2489 m e arrivando fino al Colletto Tailly, da cui poi prendere un ripidissimo canale che scende fino ai due laghi[3].